# Гідроксикарбамід
Гідроксикарбамід (також Гідроксисечовина, англ. Hydroxycarbamide, лат. Hydroxycarbamidum) — синтетичний лікарський препарат, що належить до групи гідроксиламіну, та застосовується застосовується перорально. Гідроксикарбамід уперше синтезований у США, та застосовується у клінічній практиці з 1967 року.

## Фармакологічні властивості
Гідроксикарбамід — синтетичний лікарський засіб, який за своєю хімічною структурою є похідним гідроксиламіну. Механізм дії препарату полягає в інгібуванні ферменту рибонуклеїнредуктази, який каталізує перетворення нуклеотидів РНК у нуклеотиди ДНК, що призводить до гальмування синтезу ДНК без впливу на синтез РНК та білків. Прийом гідроксикарбаміду призводить до затримки мітозу в стадії інтерфази, а також сприяє збільшенню ефективності інших антиметаболітів (як антагоністів пуринів, так і антагоністів піримідинів). Препарат також посилює дію променевої терапії. Гідроксикарбамід застосовується як самостійний препарат, так і у складі комбінованої терапії (зокрема з анагрелідом) у лікуванні різних видів захворювань крові, зокрема еритремії та есенціальному тромбоцитозі, а також хронічному мієлолейкозі, та різних видах раку: раку яєчників, шийки матки, пухлинах нервової системи, колоректальному раку, меланомі, раку ділянки голови та шиї. Гідроксикарбамід також збільшує кількість так званого фетального гемоглобіну, що дає можливість застосовувати препарат при таласемії, хоча його ефективність при даному захворюванні визнана низькою. Ефективність гідроксикарбаміду є відносно вищою, ніж ефективність анагреліду при есенціальній тромбоцитемії, а при еритремії він тривалий час був своєрідним «золотим стандартом» лікування, проте при його застосуванні збільшується частота вторинних злоякісних пухлин у хворих, у тому числі гострого лейкозу. Також при застосуванні гідроксикарбаміду при вагітності може призвести як до народження дитини із чисельними вадами розвитку, так і до самовільного переривання вагітності або народження мертвої дитини, хоча при довготривалих спостереженнях були випадки народження й здорових немовлят.

### Фармакокінетика
Гідроксикарбамід швидко та повністю всмоктується після перорального застосування, біодоступність препарату становить близько 100 %. Максимальна концентрація препарату в крові досягається протягом 2 годин після прийому препарату. Після всмоктування препарат накопичується переважно в лейкоцитах та еритроцитах. Препарат проходить через гематоенцефалічний бар'єр, плацентарний бар'єр, та виділяється в грудне молоко. Гідроксикарбамід метаболізується у печінці та нирках з утворенням сечовини. Виводиться препарат переважно із сечею у вигляді метаболіту, частково у незміненому вигляді, частково гідроксикарбамід виводиться при диханні у вигляді вуглекислого газу. Період напіввиведення гідроксикарбаміду становить 3—4 години, цей час може збільшуватися у хворих із порушенням функції нирок.

## Покази до застосування
Гідроксикарбамід застосовують при еритремії, есенціальному тромбоцитозі, хронічному мієлолейкозі, раку яєчників, шийки матки, пухлинах нервової системи, колоректальному раку, меланомі, раку ділянки голови та шиї.

## Побічна дія
При застосуванні гідроксикарбаміду побічні ефекти спостерігаються часто, і найрозповсюдженішим побічним явищем є виникнення вторинних злоякісних пухлин. Іншими побічними ефектами при застосуванні препарату є:
- З боку шкірних покривів та алергічні реакції — шкірний висип, еритема шкіри, гарячка, алопеція.
- З боку нервової системи — головний біль, запаморочення, сонливість, галюцинації, судоми, дезорієнтація, підвищена втомлюваність.
- З боку травної системи — нудота, блювання, діарея або запор, стоматит, біль у животі, погіршення апетиту, порушення функції печінки, кровоточивість ясен.
- З боку сечостатевої системи — азооспермія, порушення менструального циклу, порушення сечопуску, порушення функції нирок.
- З боку дихальної системи — задишка, набряк легень, інфільтрати у легенях.
- Зміни в лабораторних аналізах — анемія, тромбоцитопенія, лейкопенія, підвищення рівня креатиніну та сечовини в крові, підвищення активності печінкових ферментів.

## Протипокази
Гідроксикарбамід протипоказаний при підвищеній чутливості до препарату; при вираженій тромбоцитопенії, анемії та лейкоцитопенії; печінковій або нирковій недостатності; вагітності та годуванні грудьми.

## Форми випуску
Гідроксикарбамід випускається у вигляді желатинових капсул по 0,2; 0,25; 0,3; 0,4 та 0,5 г.